# Daybreakers
Daybreakers (2019 - O Ano da Extinção no Brasil) é um filme sobre vampiros escrito e dirigido por Peter e Michael Spierig. O filme tem no elenco Ethan Hawke, Willem Dafoe e Sam Neill. As filmagens ocorreram na Austrália de julho a setembro de 2007. Daybreakers foi lançado no Reino Unido em 6 de janeiro de 2010 e na América do Norte em 8 de janeiro do mesmo ano.

## Sinopse
No ano de 2009, um vírus se espalha rapidamente, transformando a maior parte da população mundial em vampiros descritos como imortais, que possuem aparência física semelhante a humana. Com apenas alguns humanos restantes para dar sangue aos vampiros famintos, a extinção é um risco muito real para as duas espécies, no ano de 2019 não existe quase nenhum exemplar da raça humana.
Em resposta ao baixo suprimento de sangue, os vampiros caçam os humanos restantes enquanto procuram por um substituto do sangue humano para prolongar sua existência. Se um vampiro não toma sangue, eles se transformam em criaturas monstruosas,violentas e incontroláveis.
Uma equipe secreta de pesquisadores descobre uma maneira de resgatar a raça humana e ao mesmo tempo, pequenas facções de humanos sobreviventes tentam reconquistar o planeta, normalmente usando métodos violentos.

## Elenco
- Ethan Hawke como Edward Dalton, um pesquisador vampiro que tenta salvar a humanidade da extinção e os vampiros da fome.[5]
- Willem Dafoe como Elvis, um vampiro "curado" que duela com o personagem de Hawke.[6]
- Sam Neill como Charles Bromley, um vampiro em cargo de uma poderosa corporação para a qual Edward dalton trabalha. Ele é o antagonista do filme.[7]
- Isabel Lucas como  Alison Bromley, humana, filha de Charles.[8]
- Claudia Karvan como Audrey Bennett.[9]
- Vince Colosimo como Christopher.

## Produção
Em novembro de 2004, Lionsgate adquiriu o roteiro de Daybreakers, escrito por Peter e Michael Spierig.  Os irmãos, que dirigiram Undead (2003), foram escolhidos para dirigir Daybreakers. Em setembro de 2006, os irmãos receberam financiamento da Film Finance Corporation Australia, com o set de produção para ser em Queensland. Em maio de 2007, o ator Ethan Hawke foi escolhido para o papel principal.  Mais tarde no mesmo mês, Sam Neill entrou para o elenco.  Daybreakers começou a ser filmado em Gold Coast, Queensland nos estúdios da Warner Bros. Movie World em 16 de julho, 2007.[carece de fontes?] Weta Workshop irá criar os efeitos das criaturas.  O orçamento da produção é de USD$21 milhões, com o Governo Estadual ajudando com USD$1 milhão. A fotografia principal foi completada dentro do prazo em setembro de 2007, com re-filmagens para estender as cenas principais.
Hawke descreveu o filme como uma alegoria com o homem lutando com os recurso naturais.[carece de fontes?] O ator também disse que apesar da alegoria, o filme era "arte menor" e "completamente despretencioso e bobo".

## Lançamento
A premiere de Daybreakers aconteceu em 11 de setembro de 2009 no 34th Annual Toronto International Film Festival. O filme foi lançado em 6 de janeiro de 2010 no Reino Unido, em 8 de janeiro na América do Norte e em 21 de janeiro na Austrália.